# Марк Пупиен Африкан
Марк Пупиен Африкан (на латински: Marcus Pupienus Africanus; 200 – 236) е политик и сенатор на Римската империя през 3 век.

## Биография
Африкан е син на император Пупиен и Секстия Цетегила. Брат е на Тит Клодий Пупиен Пулхер Максим (суфектконсул 224 или 226 г.). Баща му Марк Клодий Пупиен Максим е римски император през 238 г.
По времето на император Александър Север Марк Африкан е квестор. През 236 г. е редовен консул заедно с император Максимин Трак.

## Фамилия
Марк Африкан се жени за Корнелия Марулина (* 205), дъщеря на Луций Корнелий Косоний Сципион Салвидий Орфит. Имат две деца:
- Пупиена Секстия Павлина Цетегила
- Публий Пупиен Максим